# Kazuno
Kazuno (鹿角市?, Kazuno-shi) è una città giapponese della prefettura di Akita.